# Pär Mårts
Pär Mårts (* 30. April 1953 in Falun) ist ein ehemaliger schwedischer Eishockeyspieler und derzeitiger -trainer. Seit 2010 ist er Cheftrainer der schwedischen Eishockeynationalmannschaft.

## Karriere

### Als Spieler
Mårts begann seine Karriere 1971 bei VIK Västerås HK in der dritten schwedischen Liga. Zum Saisonende 1971/72 stieg der Stürmer mit dem Verein in die Division 1 auf. In dieser war Mårts während der Saison 1973/74 der beste Scorer von VIK Västerås HK. Zur folgenden Spielzeit erhielt der Schwede einen Kontrakt beim Hauptstadtklub AIK Solna. Im Verlauf der folgenden sechs Jahre etablierte er sich mit dem Verein in der Elitserien und wurde in der Saison 1977/78 schwedischer Vizemeister. In den Spielzeiten von 1975/76 bis 1979/80 absolvierte er 174 Spiele in der Elitserien, erzielte 121 Punkte (63 Tore, 58 Assists) und erhielt 63 Strafminuten. Die letzten fünf Spielzeiten seiner aktiven Karriere verbrachte Mårts bei VIK Västerås HK in der Division 1.

### Als Trainer
Mårts arbeitet seit 1986 als Eishockeytrainer. Während der Saison 1986/87 fungierte er als Cheftrainer von VIK Västerås HK. Später war er auch Dozent an einer Eishockeyschule in Västerås, bevor er von 1988 bis 1991 erneut bei VIK Västerås HK hinter der Bande stand. Es folgte ein Engagement als Assistenztrainer der schwedischen U20-Nationalmannschaft, bevor Mårts 1992 zum Assistenztrainer der schwedischen Nationalmannschaft befördert wurde.

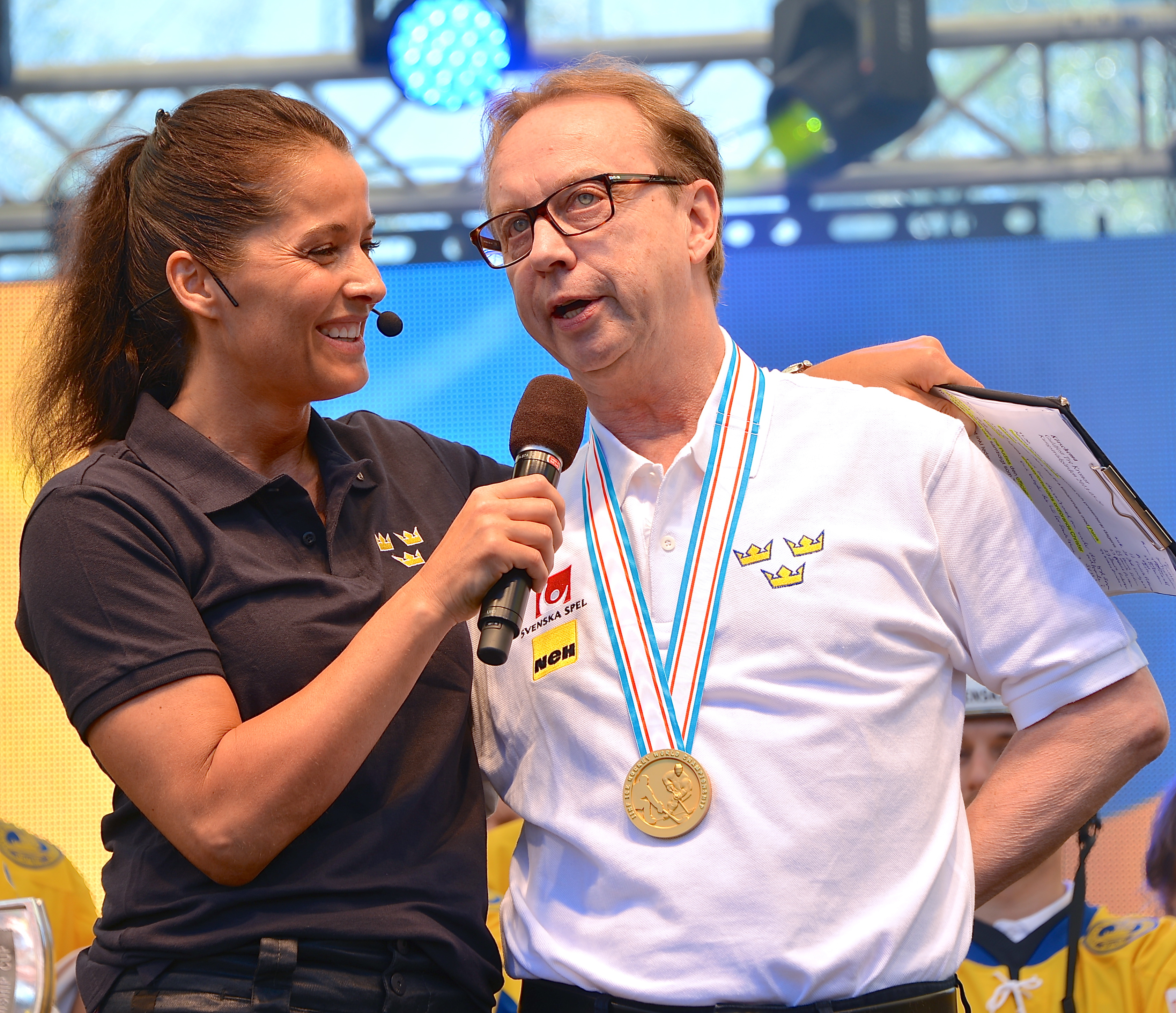
Pär Mårts (re.) nach dem Gewinn der WM-Goldmedaille 2013.

1995 kehrte er abermals zu VIK Västerås HK zurück, um dort als Cheftrainer zu fungieren. In der Saison 2003/04 gewann er als Cheftrainer mit dem HV71 Jönköping die schwedische Meisterschaft. Bis 2007 war er bei HV71 als Trainer tätig, bevor Mårts zur Saison 2007/08 zum Cheftrainer der schwedische U19- und U20-Eishockeynationalmannschaft ernannt wurde. Im Jahr 2010 übernahm er die schwedische Nationalmannschaft, die bei der Weltmeisterschaft 2011 die Silbermedaille errang. Bei der Weltmeisterschaft 2013 in Stockholm und Helsinki gewann er mit der Tre Kronor die Goldmedaille.

## Erfolge und Auszeichnungen

### Als Spieler
- 1972 Goldmedaille bei der Junioren-Europameisterschaft
- 1978 Schwedischer Vizemeister mit dem AIK Solna

### Als Trainer
| - 1992 Silbermedaille bei der Junioren-Weltmeisterschaft (als Cheftrainer) - 1993 Silbermedaille bei der Weltmeisterschaft (als Assistenztrainer) - 1994 Goldmedaille bei den Olympischen Winterspielen (als Assistenztrainer) - 1994 Bronzemedaille bei der Weltmeisterschaft (als Assistenztrainer) - 1995 Silbermedaille bei der Weltmeisterschaft (als Assistenztrainer) - 2004 Schwedischer Meister mit dem HV71 Jönköping (als Cheftrainer) - 2004 Årets Coach | - 2008 Silbermedaille bei der U20-Junioren-Weltmeisterschaft (als Cheftrainer) - 2009 Silbermedaille bei der U20-Junioren-Weltmeisterschaft (als Cheftrainer) - 2010 Bronzemedaille bei der U20-Junioren-Weltmeisterschaft (als Cheftrainer) - 2011 Silbermedaille bei der Weltmeisterschaft (als Cheftrainer) - 2013 Goldmedaille bei der Weltmeisterschaft (als Cheftrainer) - 2014 Silbermedaille bei den Olympischen Winterspielen (als Cheftrainer) - 2014 Bronzemedaille bei der Weltmeisterschaft (als Cheftrainer) |

## Karrierestatistik
(Legende zur Spielerstatistik: Sp oder GP = absolvierte Spiele; T oder G = erzielte Tore; V oder A = erzielte Assists; Pkt oder Pts = erzielte Scorerpunkte; SM oder PIM = erhaltene Strafminuten; +/− = Plus/Minus-Bilanz; PP = erzielte Überzahltore; SH = erzielte Unterzahltore; GW = erzielte Siegtore; 1 Play-downs/Relegation; Kursiv: Statistik nicht vollständig)